# Činžovní domy Klumparova 604–608
Činžovní domy Klumparova 604–608 (též činžovní domy firmy Škoda) jsou řadové městské domy z let 1922–23, situované v Klumparově ulici v blízkosti Masarykova náměstí v Hradci Králové.

## Historie
Výstavba bytových domů v tomto bloku začala vznikat za podpory daňových úlev od 20. let 20. století. Projektové plány na čtyři činžovní domy – tři stejné a jeden atypický nárožní, s průčelím rovněž do ulice Karla Hynka Máchy – vznikly v říjnu roku 1922 a schváleny byly 23. 11. 1922. Zbudován byl nejprve dům čp. 605, poté čp. 606–608 a v samém závěru atypický nárožní dům čp. 604.

## Architektura

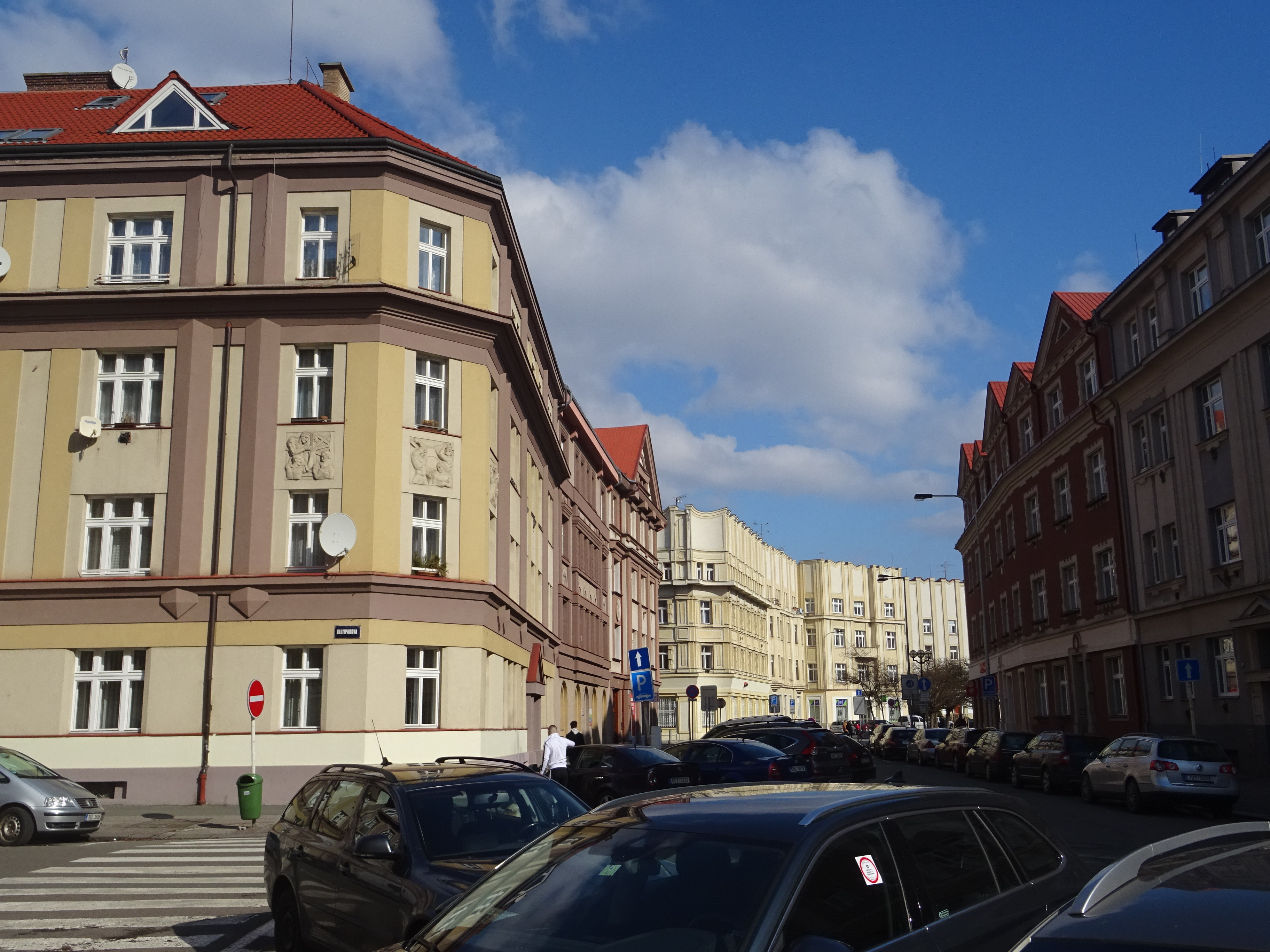
Nárožní dům čp. 604 s reliéfy

Domy jsou navrženy ve stylu art-deco. Vzhledem k tomu, že investorem stavby byly Škodovy závody v Plzni, jejichž součástí se v roce 1921 stala hradecká strojírenská výroba, zhostily se architektonického návrhu i realizace stavby plzeňské firmy: návrh pochází z Technické kanceláře Antonína Holuba v Plzni, stavbu realizovala společnost Ing. Müller & Ing. Kapsa Plzeň.
Celá fronta domů ustupuje o několik metrů z uliční čáry a nabízí tak prostor pro předzahrádky, doplněné dekorativními vázami. Fasády jsou členěny římsami a lizénami s krystalickým profilem, dekorativní pole mezi okny jsou rovněž zdrobena krystalickým ornamentem – tyto formy odkazují ke kubismu. Nárožní dům je pak zdoben reliéfy s motivy práce a budování.
Domy obsahují velkoryse koncipované, moderně vybavené byty, vždy s vlastní koupelnou s vanou, vlastním vodovodem a odpadem svedeným do kanalizace, která byla pod Klumparovou ulicí budována paralelně se stavbou domů.